# Wahlen in Brasilien 2018
Die allgemeinen Wahlen in Brasilien 2018 fanden am 7. und 28. Oktober statt. Die rund 145 Millionen wahlpflichtigen Brasilianer wählten
- den Präsidenten und den Vizepräsidenten[1]
- zwei Drittel des Bundessenats (54 von 81) mit einer Amtszeit von acht Jahren
- die gesamte Abgeordnetenkammer (513 von 513) mit einer Amtszeit von vier Jahren für die 56. Legislaturperiode vom 1. Februar 2019 bis 31. Januar 2023
- sowie 27 Gouverneure und die 1024 Abgeordneten der 27 Parlamente der Bundesstaaten.[2]

2018 galt als Superwahljahr, für das die Sommerzeit wegen möglichst einheitlicher Wahllokalöffnungszeiten verschoben wurde.

## Wahlkalender
Im Dezember 2017 legte das Tribunal Superior Eleitoral (Oberstes Wahlgericht) den zeitlichen Ablauf fest:
| Wahlkalender 2018         | Wahlkalender 2018                                                                                                 |
| ------------------------- | --- |
| 20. Juli bis 5. August    | Nominierungen der Kandidaten auf den Parteikonventen                                                              |
| 15. August                | letzter Termin zur offiziellen Registrierung                                                                      |
| 16. August bis 6. Oktober | Zeit für Wahlkampagnen zum 1. Wahlgang                                                                            |
| 31. August bis 4. Oktober | Zeit für Nutzung von Radio und Fernsehen für Wahlkampagnen                                                        |
| 17. September             | Frist für die Gerichte, um die Antragsunterlagen abschließend zu beurteilen, Frist um Ersatzkandidaten anzumelden |
| 7. Oktober                | 1. Wahlgang |
| 8. bis 27. Oktober        | Zeit für Wahlkampagnen zum 2. Wahlgang für Stichwahlen                                                            |
| 12. bis 26. Oktober       | Zeit für Nutzung von Radio und Fernsehen für Wahlkampagnen                                                        |
| 28. Oktober               | 2. Wahlgang |

## Präsidentschaftswahl
Brasilien hat ein präsidentielles Regierungssystem. Daher ist die Präsidentschaftswahl die wichtigste Wahl, die 2018 in Brasilien stattfindet. Der Präsident wird für vier Jahre gewählt. Gewählt ist, wer die absolute Mehrheit der gültigen Stimmen erhält.
Amtsinhaber Michel Temer übernahm am 12. Mai 2016 für die Zeit der maximal sechsmonatigen Suspendierung der damaligen Präsidentin Dilma Rousseff als Vizepräsident die Regierungsgeschäfte. Nachdem der Senat endgültig für die Amtsenthebung Rousseffs in einer Abstimmung befunden hatte, wurde Temer am 31. August 2016 als Präsident Brasiliens eingesetzt und bildete die liberal-konservative Regierung Temer. Ende 2016 hat die Justiz Temer aber untersagt, wieder zu kandidieren, weil er gegen Wahlgesetze verstoßen hatte.
Die Amtszeit des neuen Präsidenten begann am 1. Januar 2019.

## Präsidentschaftskandidaten
Als Kandidaten waren von ihren Parteien nominiert und ihre Registrierung beim Obersten Wahlgericht eingereicht worden:
| # | #  | Präsidentschaftskandidat | Präsidentschaftskandidat   | Vizepräsidentschaftskandidat | Vizepräsidentschaftskandidat        | Partei Wahlkoalition                                                            | Frühere politische Ämter |
| - | -- | ------------------------ | -------------------------- | ---------------------------- | ----------------------------------- | ------------------------------------------------------------------------------- | --- |
|   | 12 |                          | Ciro Gomes (PDT)           |                              | Kátia Abreu (PDT)                   | „Brasil Soberano“ PDT, AVANTE (bis 2017 Partido Trabalhista do Brasil, PT do B) | Gomes: Bundesabgeordneter für Ceará 2007–2011; Minister für Nationale Integration 2003–2006; Finanzminister 1994–1995; Gouverneur von Ceará 1991–1994; Präfekt von Fortaleza 1989–1990; Landtagsabgeordneter in Ceará 1983–1989; Präsidentschaftskandidat 1998 und 2002. |
|   | 13 |                          | Fernando Haddad (PT)       |                              | Manuela d’Ávila (PCdoB)             | „O Brasil Feliz de Novo“ PT, PROS, PCO, PCdoB                                   | Haddad: 2005–2012 Bildungsminister; 2013–2017 Stadtpräfekt von São Paulo d’Ávila: 2005–2006 Stadtratspräsidentin von Porto Alegre; 2007–2015 Bundesabgeordnete für Rio Grande do Sul; seit 2015 Landesparlamentarierin in Rio Grande do Sul |
|   | 15 |                          | Henrique Meirelles (MDB)   |                              | Germano Rigotto (MDB)               | „Essa é a solução“ MDB, PHS                                                     | Meirelles: Wirtschaftsminister 2016–2018; Präsident der Zentralbank von Brasilien 2003–2011. |
|   | 16 |                          | Vera Lúcia Salgado (PSTU)  |                              | Hertz Dias (PSTU)                   | Partido Socialista dos Trabalhadores Unificado (PSTU)                           | |
|   | 17 |                          | Jair Bolsonaro (PSL)       |                              | Antônio Hamilton Mourão (PRTB)      | „Brasil acima de Tudo, Deus acima de Todos“ PSL, PRTB                           | Bolsonaro: Bundesabgeordneter für Rio de Janeiro seit 1991. |
|   | 18 |                          | Marina Silva (REDE)        |                              | Eduardo Jorge (PV)                  | „Unidos para transformar o Brasil“ REDE, PV                                     | Silva: Sprecherin des REDE seit 2013; Senatorin für Acre 1995–2011; Umweltministerin 2003–2008; Landesabgeordnete in Acre 1991–1995; Stadträtin in Rio Branco 1989–1991; Präsidentschaftskandidatin 2010 und 2014. |
|   | 19 |                          | Álvaro Dias (PODEMOS)      |                              | Paulo Rabello de Castro (PSC)       | „Mudança de Verdade“ PODEMOS, PSC, PTC, PRP                                     | Dias: Senator für Paraná 1983–1987 und seit 1999; Gouverneur von Paraná 1987–1991; Bundesabgeordneter für Paraná 1975–1983; Landesabgeordneter in Paraná 1971–1975. |
|   | 27 |                          | José Maria Eymael (DC)     |                              | Helvio Costa (DC)                   | Democracia Cristã (DC)                                                          | Eymael: Präsident des DC seit 1997; Bundesabgeordneter für São Paulo 1986–1995; Präsidentschaftskandidat 1998, 2006, 2010 und 2014; Kandidat als Stadtpräfekt (Bürgermeister) von São Paulo 2012. |
|   | 30 |                          | João Amoêdo (NOVO)         |                              | Christian Lohbauer (NOVO)           | Partido Novo (NOVO)                                                             | Amoêdo: Präsident des NOVO 2011–2017. |
|   | 45 |                          | Geraldo Alckmin (PSDB)     |                              | Ana Amélia Lemos (PP)               | „Para Unir o Brasil“ PSDB, DEM, PP, PR, PRB, SD, PTB, PSD, PPS                  | Alckmin: Gouverneur von São Paulo 2011–2018 und 2001–2006; Präsident des PSDB seit 2017; Staatssekretär für Entwicklung im Bundesstaat São Paulo 2009–2010; Vizegouverneur von São Paulo 1995–2001; Bundesabgeordneter für São Paulo 1987–1994; Landtagsabgeordneter in São Paulo 1983–1987; Stadtpräfekt (Bürgermeister) von Pindamonhangaba 1977–1982; Stadtrat von Pindamonhangaba 1973–1977; Präsidentschaftskandidat 2006. |
|   | 50 |                          | Guilherme Boulos (PSOL)    |                              | Sônia Guajajara (PSOL)              | „Vamos Sem Medo de Mudar o Brasil“ PSOL, PCB                                    | Boulos: Hochschullehrer der USP, politischer und sozialer Aktivist, Koordinator der MTST, Autor. |
|   | 51 |                          | Cabo Daciolo (PATRI)       |                              | Suelene Balduino Nascimento (PATRI) | Patriota (PATRI)                                                                | Daciolo: Bundesabgeordneter für Rio de Janeiro seit 2015. |
|   | 54 |                          | João Vicente Goulart (PPL) |                              | Léo Alves (PPL)                     | Partido Pátria Livre (PPL)                                                      | Goulart: Landesabgeordneter in Rio Grande do Sul 1982–1986. |

## Umfragen

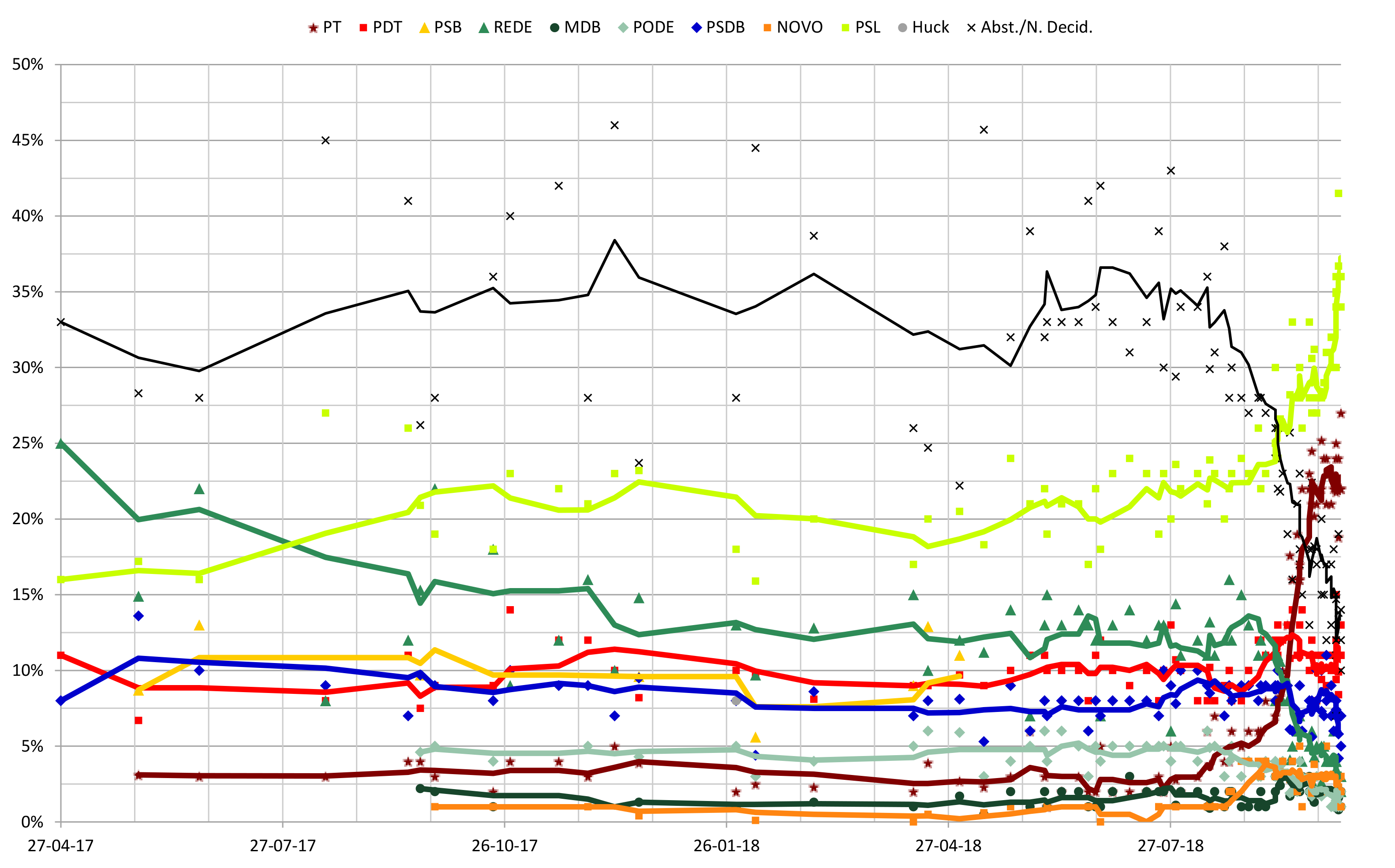
Die Grafik repräsentiert die Mittelwerte von Umfragen zu den Wahlabsichten der Brasilianer bei der ersten Runde der Präsidentschaftswahlen 2018. Jede Linie steht für eine politische Partei (siehe Legende ganz oben). Parteien werden deswegen anstelle der Kandidaten dargestellt, da einige Parteien ihre Kandidaten wechselten. Nicht zur Wahl zugelassene Kandidaten, wie Lula da Silva (siehe dazu das Kapitel Justizmachtkampf im Vorfeld), werden von der Grafik nicht gezeigt.

Die Grafik repräsentiert die Mittelwerte von Umfragen zu den Wahlabsichten der Brasilianer bei den Präsidentschaftswahlen 2018. Jede Linie steht für eine politische Partei (siehe Legende ganz oben). Parteien werden deswegen anstelle der Kandidaten dargestellt, da einige Parteien ihre Kandidaten wechselten. Nicht zur Wahl zugelassene Kandidaten, wie Lula da Silva (siehe dazu das Kapitel Justizmachtkampf im Vorfeld), werden von der Grafik nicht gezeigt.

## Justizmachtkampf im Vorfeld
Der nach allen Umfragen aussichtsreichste Kandidat der Präsidentschaftswahl, der ehemalige Präsident Luiz Inácio Lula da Silva, wurde am 25. Januar 2018 in zweiter Instanz wegen Korruption verurteilt und durfte deshalb nicht kandidieren. Ironischerweise war eine der Ursachen dafür, dass er aufgrund des von ihm 2010 selbst erlassenen sogenannten Saubere-Westen-Gesetzes (Ficha Limpa) nicht antreten durfte. Dieses Gesetz verbietet eine Kandidatur von Politikern, die in zweiter Instanz verurteilt wurden. Da Silva sitzt derzeit in Curitiba im Gefängnis. Ein Justizstreit über seine Freilassung hat – während des brasilianischen Wahlkampfes – internationale Schlagzeilen gemacht. Der Machtkampf der Richter hatte entscheidenden Einfluss auf die politische Zukunft Brasiliens.

## Rolle der Medien
Die Anzahl der politischen Werbeeinschaltungen im TV ist bei Wahlen in Brasilien gesetzlich detailliert geregelt und von vergangenen Wahlerfolgen abhängig. Für die Präsidentschaftswahl 2018 ergeben sich daraus folgende maximal zugelassene wöchentliche TV-Spots: Alckmin (80), der noch nicht bekannte Kandidat der PT (27), Bolsonaro (3).
Die Dauer der TV-Werbung ist ähnlich geregelt. Sie wird vom 31. August bis zum 4. Oktober in Werbeblocks von jeweils 12 Minuten und 30 Sekunden gesendet. Die größten Veränderungen ergaben sich bei Meinungsumfragen bisheriger brasilianischen Präsidentenwahlen erst nachdem die politische Werbung im TV begonnen hatte. Daher war und ist es bedeutsam, welcher Kandidat wie viel der von öffentlichen Sendern kostenlos ausgestrahlten Werbezeit zugeteilt bekommt.
Gemäß dem brasilianischen Meinungsforschungsinstitut IBOPE fällt jeweils rund ein Drittel der brasilianischen Wähler die Wahlentscheidung nach eigenen Angaben überwiegend aufgrund von Informationen aus dem TV bzw. dem Internet.

## Ergebnisse

### Wahl des Senats
Gewählt werden 54 von 81 Senatoren, die ihre Heimatstaaten vertreten. Jeder Bundesstaat und der Bundesdistrikt entsendet drei Senatoren für eine Amtsdauer von 8 Jahren, dem Doppelten einer normalen Legislaturperiode.
Für die 54 zu wählenden Senatorenämter haben sich 357 Kandidaten angemeldet, darunter auch Dilma Rousseff für Minas Gerais.

### Wahl der Abgeordnetenkammer
Gewählt werden 513 Bundesabgeordnete, die ihre Heimatstaaten vertreten. Die Anzahl je Bundesstaat variiert abhängig von der Bevölkerungszahl.

### Gouverneurswahlen
Die Gouverneurswahlen in Brasilien 2018 fanden am Sonntag, den 7. Oktober 2018, zeitgleich mit den Präsidentschaftswahlen und den gesamtstaatlichen und einzelstaatlichen Parlamentswahlen statt. Gewählt wurden die 27 Gouverneure mit ihren Vizegouverneuren der brasilianischen Bundesstaaten und des Bundesdistrikts.
Insgesamt bewarben sich 199 Kandidaten um einen Gouverneursposten, die im jeweils regionalen Wahlgericht, dem Tribunal Regional Eleitoral, eingetragen wurden.
Wahlergebnisse
| Staat               | gewählt                                      | Partei | Anmerkung | Kandidaten (nach den auf den Wahlzetteln genannten Kandidatennamen) |
| ------------------- | -------------------------------------------- | ------ | --------- | --- |
| Acre                | Gladson Cameli                               | PP     | –         | Coronel Ulysses (PSL) David Hall (Avante) Gladson Cameli (PP) Janaína Furtado (Rede) Marcus Alexandre (PT) |
| Alagoas             | Renan Filho                                  | MDB    | –         | Basile Christopoulos (PSOL) Fernando Collor (PTC) Josan Leite (PSL) Melquezedeque Farias (PCO) Renan Filho (MDB) |
| Amapá               | Waldez Góes                                  | PDT    | –         | Capi (PSB) Cirilo Fernandes (PSL) Davi Alcolumbre (DEM) Gianfranco Gusmão (PSTU) Waldez Góes (PDT) |
| Amazonas            | Wilson Lima                                  | PSC    | –         | Amazonino Mendes (PDT) Berg da UGT (PSOL) David Almeida (PSB) Lúcia Antony (PCdoB) Omar Aziz (PSD) Sidney Cabral (PSTU) Wilson Lima (PSC) |
| Bahia               | Rui Costa                                    | PT     | –         | Célia Sacramento (Rede) João Henrique (PRTB) João Santana (MDB) José Ronaldo (DEM) Marcos Mendes (PSOL) Orlando Andrade (PCO) Rui Costa (PT) |
| Ceará               | Camilo Santana                               | PT     | –         | Aílton Lopes (PSOL) Camilo Santana (PT) Francisco Gonzaga (PSTU) General Theophilo (PSDB) Hélio Góis (PSL) Mikaelton Carantino (PCO) |
| Distrito Federal    | Ibaneis Rocha                                | MDB    | –         | Alberto Fraga (DEM) Alexandre Guerra (Novo) Eliana Pedrosa (Pros) Fátima Sousa (PSOL) General Paulo Chagas (PRP) Guillen (PSTU) Ibaneis Rocha (MDB) Miragaya (PT) Renan Rosa (PCO) Rodrigo Rollemberg (PSB) Rogério Rosso (PSD)                                       |
| Espírito Santo      | Renato Casagrande                            | PSB    | –         | André Moreira (PSOL) Jackeline (PT) Mannato (PSL) Aridelmo Teixeira (PTB) Renato Casagrande (PSB) Rose de Freitas (Pode) |
| Goiás               | Ronaldo Caiado                               | DEM    | –         | Alda Lucia (PCO) Daniel (MDB) Kátia Maria (PT) Marcelo Lira (PCB) Ronaldo Caiado (DEM) Weslei Garcia (PSOL) Zé Eliton (PSDB) |
| Maranhão            | Flávio Dino                                  | PCdoB  | –         | Flávio Dino (PCdoB) Maura Jorge (PSL) Odívio Neto (PSOL) Ramon Zapata (PSTU) Roberto Rocha (PSDB) Roseana Sarney (MDB) |
| Mato Grosso         | Mauro Mendes                                 | DEM    | –         | Arthur Nogueira (Rede) Mauro Mendes (DEM) Moisés Franz (PSOL) Pedro Taques (PSDB) Wellington Fagundes (PR) |
| Mato Grosso do Sul  | Reinaldo Azambuja                            | PSDB   | –         | Humberto Amaducci (PT) João Alfredo (PSOL) Juiz Odilon (PDT) Junior Mochi (MDB) Marcelo Bluma (PV) Reinaldo Azambuja (PSDB) |
| Minas Gerais        | Romeu Zema                                   | NOVO   | –         | Alexandre Flach Domingues (PCO) Antonio Anastasia (PSDB) Claudiney Dulim (Avante) Dirlene Marques (PSOL) Fernando Pimentel (PT) João Batista Mares Guia (Rede) Jordano Metalúrgico (PSTU) Romeu Zema (NOVO)                                                           |
| Paraná              | Ratinho Júnior (Carlos Roberto Massa Júnior) | PSD    | –         | Cida Borghetti (Progressista) Doutor Rosinha (PT) Geonísio Marinho (PRTB) João Arruda (MDB) Jorge Bernardi (Rede) Ogier Buchi (PSL) Priscila Ebara (PCO) Professor Ivan Bernardo (PSTU) Professor Piva (PSOL) Ratinho Junior (PSD)                                    |
| Paraíba             | João Azevêdo                                 | PSB    | –         | João Azevêdo (PSB) José Maranhão (MDB) Lucélio Cartaxo (PV) Rama Dantas (PSTU) Tárcio Teixeira (PSOL) |
| Pará                | Helder Barbalho                              | MDB    | –         | Cléber Rabelo (PSTU) Fernando Carneiro (PSOL) Helder Barbalho (MDB) Paulo Rocha (PT) Márcio Miranda (DEM) |
| Pernambuco          | Paulo Câmara                                 | PSB    | –         | Ana Patrícia Alves (PCO) Armando Monteiro (PTB) Dani Portela (PSOL) Julio Lossio (Rede) Maurício Rands (PROS) Paulo Câmara (PSB) Simone Fontana (PSTU) |
| Piauí               | Wellington Dias                              | PT     | –         | Dr. Pessoa (Solidariedade) Elmano Férrer (Podemos) Fábio Sérvio (PSL) Luciane Santos (PSTU) Luciano Nunes (PSDB) Maria de Lourdes (PCO) Professora Sueli (PSOL) Romualdo Seno (DC) Valter Alencar (PSC) Wellington Dias (PT)                                          |
| Rio de Janeiro      | Wilson Witzel                                | PSC    | –         | André Monteiro (PRTB) Anthony Garotinho (PRP) Dayse Oliveira (PSTU) Eduardo Paes (DEM) Indio da Costa (PSD) Luiz Eugênio (PCO) Marcelo Trindade (Novo) Márcia Tiburi (PT) Pedro Fernandes (PDT) Romário (Podemos) Tarcísio Motta (PSOL) Wilson Witzel (PSC)           |
| Rio Grande do Norte | Fátima Bezerra                               | PT     | –         | Brenno Queiroga (Solidariedade) Carlos Eduardo (PDT) Dário Barbosa (PSTU) Fátima Bezerra (PT) Freitas Júnior (Rede) Heró Bezerra (PRTB) Professor Carlos Alberto (PSOL) Robinson Faria (PSD)                                                                          |
| Rio Grande do Sul   | Eduardo Leite                                | PSDB   | –         | Eduardo Leite (PSDB) Jairo Jorge (PDT) José Ivo Sartori (MDB) Julio Flores (PSTU) Mateus Bandeira (Novo) Miguel Rossetto (PT) Paulo Medeiros (PCO) Roberto Robaina (PSOL)                                                                                             |
| Rondônia            | Marcos Rocha                                 | PSL    | –         | Acir Gurgacz (PDT) Valclei Queiroz (PMB) Coronel Charlon (PRTB) Coronel Marcos Rocha (PSL) Expedito Júnior (PSDB) Maurão de Carvalho (MDB) Pedro Nazareno (PSTU) Pimenta de Rondônia (PSOL) Vinícius Miguel (Rede)                                                    |
| Roraima             | Antônio Denarium                             | PSL    | –         | Anchieta (PSDB) Antônio Denarium (PSL) Fábio Almeida (PSOL) Suely Campos (PP) Telmário Mota (PTB) |
| São Paulo           | João Doria                                   | PSDB   | –         | Edson Dorta (PCO) João Doria (PSDB) Luiz Marinho (PT) Major Costa e Silva (DC) Marcelo Candido (PDT) Marcio França (PSB) Paulo Skaf (MDB) Prof. Claudio Fernando (PMN) Professora Lisete (PSOL) Rodrigo Tavares (PRTB) Rogério Chequer (Novo) Toninho Ferreira (PSTU) |
| Santa Catarina      | Carlos Moisés                                | PSL    | –         | Ângelo Castro (PCO) Comandante Moisés (PSL) Décio Lima (PT) Gelson Merisio (PSD) Ingrid Assis (PSTU) Jessé Pereira (Patriota) Leonel Camasão (PSOL) Mauro Mariani (MDB) Rogério Portanova (Rede)                                                                      |
| Sergipe             | Belivaldo Chagas                             | PSD    | –         | Belivaldo Chagas (PSD) Dr. Emerson (Rede) Eduardo Amorim (PSDB) Gilvani Santos (PSTU) João Tarantella (PSL) Márcio Souza (PSOL) Mendonça Prado (DEM) Milton Andrade (PMN) Valadares Filho (PSB)                                                                       |
| Tocantins           | Mauro Carlesse                               | PHS    | –         | Bernadete Aparecida (PSOL) Carlos Amastha (PSB) César Simoni (PSL) Marlon Reis (Rede) Mauro Carlesse (PHS) |

### Parlamentswahlen
Gewählt wurden die 1024 Abgeordneten der 27 Parlamente (portugiesisch Assembleias Legislativas).